# سلکان
سلکان، روستایی از توابع بخش مرکزی شهرستان روانسر در استان کرمانشاه ایران است.
این روستا در فاصله 2 کیلومتری شهر روانسر در استان کرمانشاه واقع شده است. زبان اهالی این روستا کوردی (سورانی) می‌باشد. از نظر مذهبی اهالی این روستا دارای مذهب تسنن هستند.

## جمعیت
این روستا در دهستان بدر قرار دارد و براساس سرشماری مرکز آمار ایران در سال ۱۳۸۵، جمعیت آن ۱۱۹ نفر (۲۷خانوار) بوده‌است.